# Xian de Lhünzê
Le xian de Lhünzê (隆子县 ; pinyin : 	Lóngzǐ Xiàn) est un district administratif de la région autonome du Tibet en Chine. Il est placé sous la juridiction de la préfecture de Shannan.

## Démographie
La population du district était de 31 851 habitants en 1999.